# Q́
Q́ (minuskule q́) je speciální znak latinky. Nazývá se Q s čárkou. Používá se pouze v jazyce tsimané, což je jazyk používaný asi 5 300 lidmi v Bolívii. V Unicode je majuskulní tvar sekvence <U+0051, U+0301> a minuskulní <U+0071, U+0301>.